# 5. Garde-Regiment zu Fuß

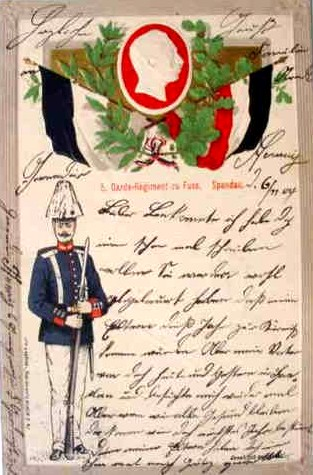
Motiv-Postkarte 5. Garde-Regiment zu Fuß (1904)

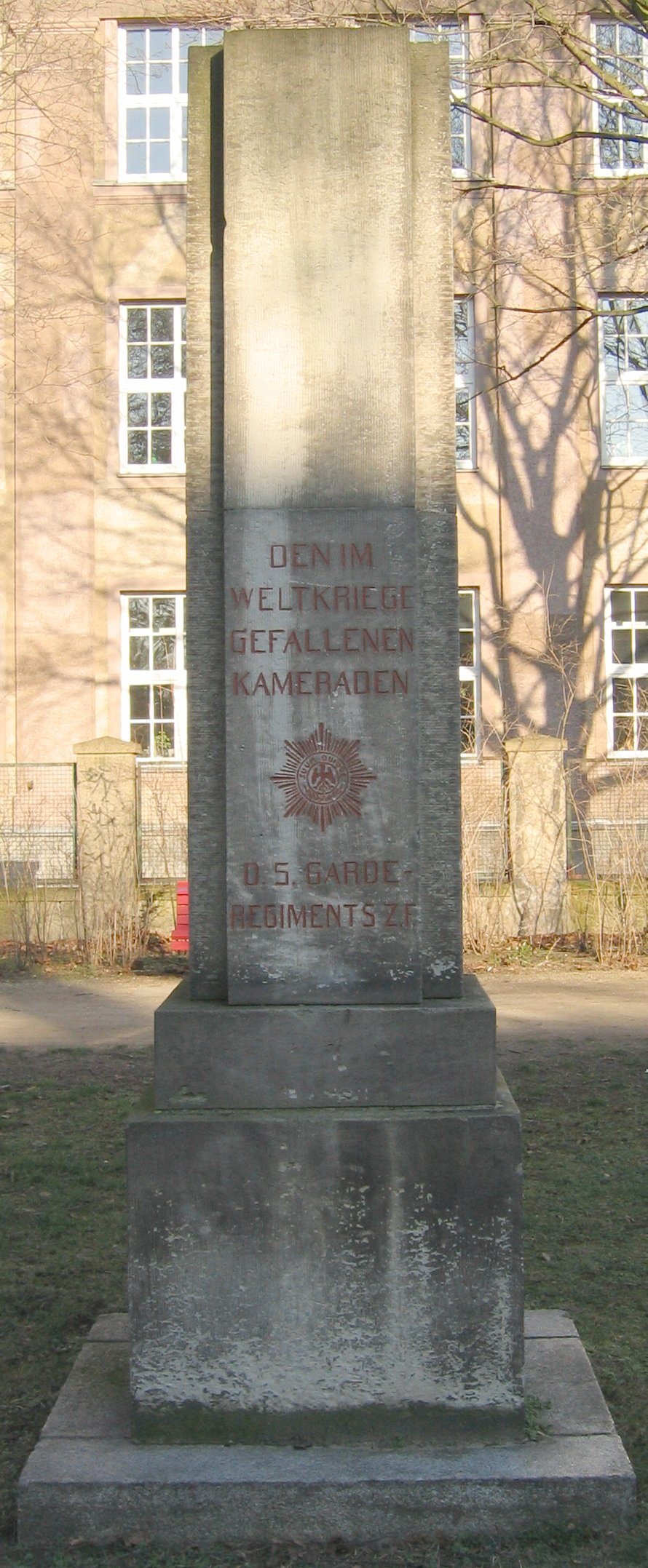
(Teilerhaltenes) Denkmal in Berlin-Spandau

Das 5. Garde-Regiment zu Fuß war ein Infanterieverband der Preußischen Armee.

## Geschichte
Der Verband wurde durch A.K.O. vom 22. März 1897 aus dem jeweiligen IV. Bataillon des 3. Garde-Regiments zu Fuß, des Garde-Füsilier-Regiments, des Königin Elisabeth Garde-Grenadier-Regiments Nr. 3 und des Königin Augusta Garde-Grenadier-Regiments Nr. 4 errichtet. Den Stiftungstag legte man am 29. August 1899 nachträglich auf den 31. März 1897 fest.
Das Regiment bildete mit dem Garde-Grenadier-Regiment Nr. 5 die 5. Garde-Infanterie-Brigade, die der 2. Garde-Division unterstand.
Friedensstandort war Spandau; zunächst wurde eine Kaserne an der Ringchaussee bezogen, später erfolgte ein Umzug in die Moritzstraße.
Am 1. Oktober 1911 wurde das Regiment um eine MG-Kompanie erweitert.

### Erster Weltkrieg
Zu Beginn des Ersten Weltkriegs machte das Regiment am 2. August 1914 mobil und rückte im Verbund mit der 3. Garde-Division in das neutrale Belgien ein. Hier nahm es am Gefecht bei Hingeon sowie der Eroberung von Namur teil. Ende August verlegte es an die Ostfront und kämpfte u. a. in den Schlachten an den Masurischen Seen und bei Łódź. Im Februar 1915 nahm es an der Winterschlacht in Masuren, dem anschließenden Feldzug durch Nordpolen sowie ab 12. Juli 1915 an der Sommeroffensive in Russland teil. Ende September/Anfang Oktober 1915 verlegte das Regiment wieder an die Westfront und trat nach Ruhe- und Ausbildungszeit im November in die Stellungskämpfe im Artois ein. Darauf folgten Kämpfe bei Messines, vor Ypern, bei Lille sowie um die Vimy-Höhen. Ab 25. Juli 1916 nahm der Verband an der Schlacht an der Somme teil, die durch einen Einsatz vom 14. September bis 24. Oktober 1916 in den Stellungskämpfen in Flandern unterbrochen wurde. In der Zwischenzeit hatte das Regiment am 1. Oktober 1916 eine 2. und 3. MG-Kompanie erhalten. Nach Beendigung der Schlacht lag der Verband im Stellungskampf nördlich der Somme bei Le Barque-Ligny-Thilloy, kam dann vor der Siegfriedstellung zum Einsatz und kämpfte im Frühjahr 1917 bei Arras. Ab 25. Februar 1918 bereitete sich das Regiment auf die am 21. März 1918 beginnende Deutsche Frühjahresoffensive vor. Der Verband machte den Durchbruch zwischen Gouzeaucourt und Vermand sowie die Verfolgungskämpfe im Somme-Gebiet mit. Nach der Einstellung der Offensive folgten Kämpfe bei Noyon und die Teilnahme an verschiedenen Abwehrschlachten. Während der Stellungskämpfe an der Vesle mussten aufgrund der Verluste und der nicht mehr gegebenen Ersatzlage die 1., 7. und 9. Kompanie aufgelöst werden. Das Regiment erhielt am 14. September 1918 eine MW-Kompanie. Zuletzt stand der Verband vom 5. bis 11. November 1918 in Rückzugskämpfen vor der Antwerpen-Maas-Stellung.

### Verbleib
Nach Kriegsende kehrten die Reste des Regiments in die Garnison zurück, wo der Verband ab 12. Dezember 1918 demobilisiert und anschließend aufgelöst wurde. Aus Teilen bildete sich im Januar 1919 das Freiwilligen-Detachement „Maltzan“ (auch Freiwilligen-Bataillon „Maltzahn“ genannt), das sich in zwei Kompanien, einer MG-Kompanie sowie einer leichten MW-Abteilung, gliederte. Es kam am 27. Februar 1919 zur 1. Garde-Reserve-Division und war als Freikorps im Baltikum im Einsatz. Mit der Bildung der Vorläufigen Reichswehr ging das Detachement als II. Bataillon im Reichswehr-Infanterie-Regiment 115 auf.
Die Tradition übernahm in der Reichswehr durch Erlass des Chefs der Heeresleitung General der Infanterie Hans von Seeckt vom 24. August 1921 die 6. Kompanie des 5. (Preußisches) Infanterie-Regiments in Angermünde.

## Regimentschef
| Dienstgrad                                                  | Name                        | Datum                          |
| ----------------------------------------------------------- | --------------------------- | ------------------------------ |
| General der Infanterie/ Generaloberst/ Generalfeldmarschall | Franz Conrad von Hötzendorf | 2. Dezember 1914 bis Auflösung |

## Kommandeure
| Dienstgrad            | Name                                        | Datum                                                           |
| --------------------- | ------------------------------------------- | --------------------------------------------------------------- |
| Oberst                | Wilhelm von Uslar                           | 01. April 1897 bis 19. November 1900                            |
| Oberst                | Max von Eckartsberg                         | 20. November 1900 bis 17. August 1901                           |
| Oberst                | Oskar von Maltzan zu Wartenberg und Penzlin | 18. August 1901 bis 13. Juni 1905                               |
| Oberst                | Adolf von Waldow                            | 14. Juni 1905 bis 6. Juli 1909                                  |
| Oberst                | Viktor Albrecht                             | 07. Juli 1909 bis 17. Dezember 1911                             |
| Oberst                | Werner Eugen von Voigts-Rhetz               | 18. Dezember 1911 bis 30. September 1912                        |
| Oberstleutnant/Oberst | Heinrich Schëuch                            | 01. Oktober 1912 bis 6. Juli 1913                               |
| Oberst                | Bernhard von Hülsen                         | 07. Juli 1913 bis 29. August 1914                               |
| Oberstleutnant/Oberst | Ernst von Radowitz                          | 30. August 1914 bis Dezember 1917                               |
| Major                 | Walter von Schleinitz                       | Dezember 1917 bis 12. Februar 1918 (mit der Führung beauftragt) |
| Major                 | Friedrich von Kriegsheim                    | 12. Februar bis 11. Dezember 1918                               |
| Oberst                | Ernst von Radowitz                          | 12. Dezember 1918 bis Januar 1919                               |

## Denkmal
Am 6. Mai 1923 wurde zur Erinnerung an die 4085 gefallenen Angehörigen des Regiments auf dem Askanierring in Berlin-Spandau ein Denkmal eingeweiht, das sich heute am Hohenzollernring befindet (siehe Denkmäler in Spandau).